# Liste des promotions de Saint-Cyr
L'École spéciale militaire de Saint-Cyr, comme de nombreuses écoles françaises (militaire ou non), procède par promotion. La scolarité dure 3 ans, et le nom de la promotion est donné à la fin de la première année (3e bataillon), avant l'entrée en deuxième année (2e bataillon).
Généralement, lorsqu'une promotion est nommée d'après une personnalité, celle-ci est décédée. Seules deux promotions portèrent le nom d'un contemporain : Marchand (1898-1900) et Maréchal Pétain (1940-1942).

## Liste des promotions

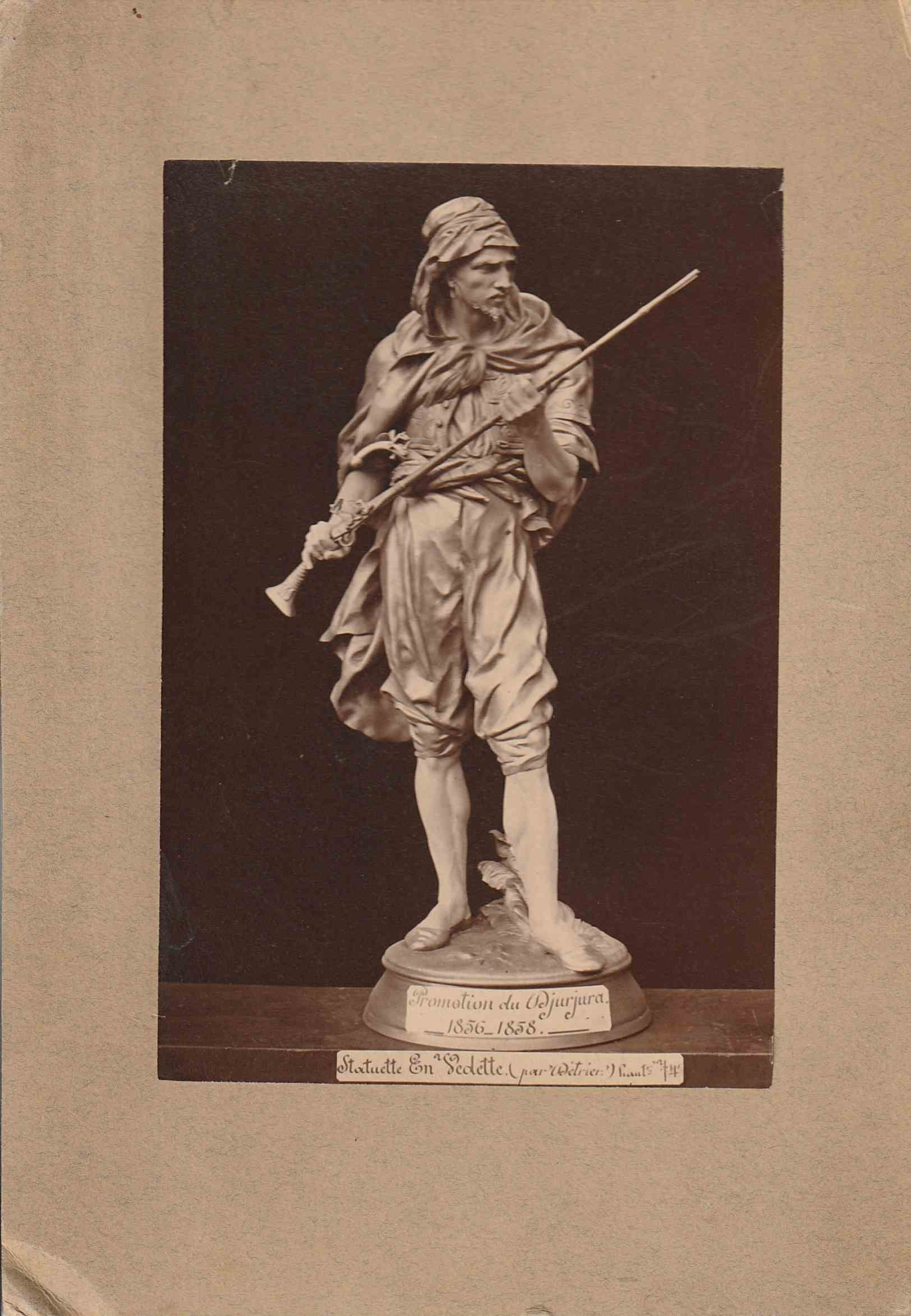
Statuette pour la promotion de Djurjura (1856-1858)

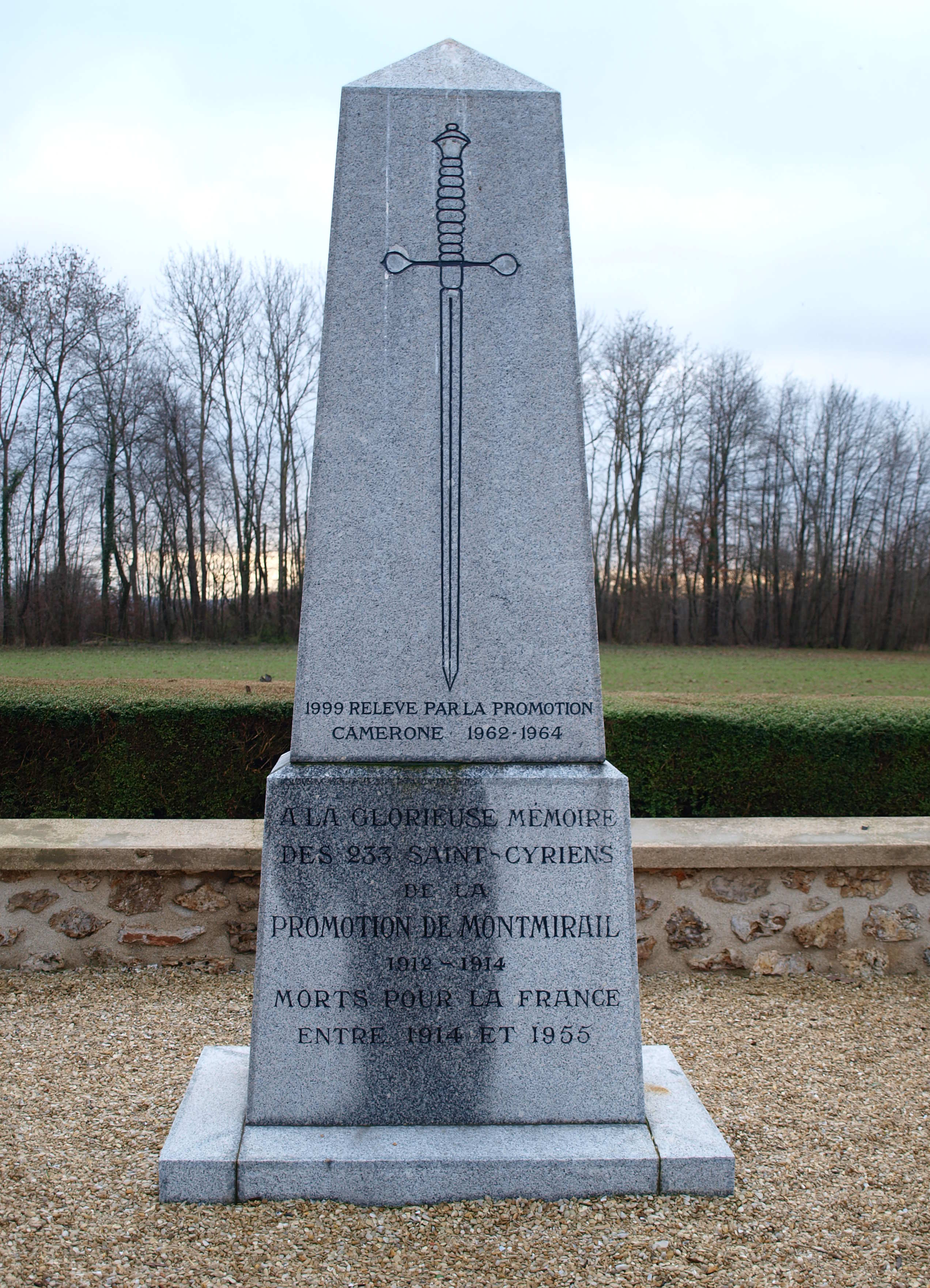
Hommage aux Saint-Cyriens de la promotion de Montmirail (1912-1914).

Voici la liste des promotions par nom et en ordre annuel décroissant.
| Numéro d'ordre | Période de formation de la promotion | Nom de la promotion                                                                 |
| -------------- | ------------------------------------ | ----------------------------------------------------------------------------------- |
| no 212         | 2025-2028                            |                                                                                     |
| no 211         | 2024-2027                            | Général Desaix                                                                      |
| no 210         | 2023-2026                            | Capitaine Henry Desserteaux                                                         |
| no 209         | 2022-2025                            | Capitaine Robert Goupil                                                             |
| no 208         | 2021-2024                            | Colonel Le Cocq                                                                     |
| no 207         | 2020-2023                            | Général Robert Caillaud                                                             |
| no 206         | 2019-2022                            | Capitaine Maurice Anjot                                                             |
| no 205         | 2018-2021                            | Compagnons de la Libération                                                         |
| no 204         | 2017-2020                            | Général Louis Fourcade                                                              |
| no 203         | 2016-2019                            | Sans nom - ex Général Georges Loustaunau-Lacau                                      |
| no 202         | 2015-2018                            | Général Saint-Hillier                                                               |
| no 201         | 2014-2017                            | Chef d'escadrons de Neuchèze                                                        |
| no 200         | 2013-2016                            | Capitaine Hervouët                                                                  |
| no 199         | 2012-2015                            | des lieutenants Thomazo                                                             |
| no 198         | 2011-2014                            | Général et sous-lieutenant de Castelnau                                             |
| no 197         | 2010-2013                            | Chef de bataillon Bulle                                                             |
| no 196         | 2009-2012                            | Capitaine de Cacqueray                                                              |
| no 195         | 2008-2011                            | Chef d'escadrons Francoville                                                        |
| no 194         | 2007-2010                            | Lieutenant Carrelet de Loisy                                                        |
| no 193         | 2006-2009                            | Chef de bataillon Segrétain                                                         |
| no 192         | 2005-2008                            | Capitaine Beaumont                                                                  |
| no 191         | 2004-2007                            | Lieutenant Brunbrouck                                                               |
| no 190         | 2003-2006                            | Général Simon                                                                       |
| no 189         | 2002-2005                            | Général de Galbert                                                                  |
| no 188         | 2001-2004                            | Général Vanbremeersch                                                               |
| no 187         | 2000-2003                            | Général Béthouart                                                                   |
| no 186         | 1999-2002                            | du Bicentenaire de Saint-Cyr                                                        |
| no 185         | 1998-2001                            | Chef d'escadrons Raffalli                                                           |
| no 184         | 1997-2000                            | France combattante                                                                  |
| no 183         | 1996-1999                            | Général Lalande                                                                     |
| no 182         | 1995-1998                            | Colonel Cazeilles                                                                   |
| no 181         | 1994-1997                            | Commandant Morin                                                                    |
| no 180         | 1993-1996                            | Maréchal Lannes                                                                     |
| no 179         | 1992-1995                            | Capitaine Stéphane                                                                  |
| no 178         | 1991-1994                            | Chef de bataillon de Cointet                                                        |
| no 177         | 1990-1993                            | Général Guillaume                                                                   |
| no 176         | 1989-1992                            | Capitaine Hamacek                                                                   |
| no 175         | 1988-1991                            | Général Delestraint                                                                 |
| no 174         | 1987-1990                            | Lieutenant Tom Morel                                                                |
| no 173         | 1986-1989                            | Général Jean Callies                                                                |
| no 172         | 1985-1988                            | Cadets de la France libre                                                           |
| no 171         | 1984-1987                            | Général Monclar                                                                     |
| no 170         | 1983-1986                            | Lieutenant-colonel Gaucher                                                          |
| no 169         | 1982-1985                            | Général de Monsabert                                                                |
| no 168         | 1981-1983                            | Grande Armée                                                                        |
| no 167         | 1980-1982                            | Montcalm                                                                            |
| no 166         | 1979-1981                            | Général Lasalle                                                                     |
| no 165         | 1978-1980                            | Général Rollet                                                                      |
| no 164         | 1977-1979                            | Maréchal Davout                                                                     |
| no 163         | 1976-1978                            | Capitaine de Cathelineau                                                            |
| no 162         | 1975-1977                            | Capitaine Guilleminot                                                               |
| no 161         | 1974-1976                            | Lieutenant Darthenay                                                                |
| no 160         | 1973-1975                            | Maréchal de Turenne                                                                 |
| no 159         | 1972-1974                            | de Linares                                                                          |
| no 158         | 1971-1973                            | Capitaine Danjou                                                                    |
| no 157         | 1970-1972                            | Général de Gaulle                                                                   |
| no 156         | 1969-1971                            | Général Gilles                                                                      |
| no 155         | 1968-1970                            | Souvenir de Napoléon                                                                |
| no 154         | 1967-1969                            | Brunet de Sairigné                                                                  |
| no 153         | 1966-1968                            | Maréchal Juin                                                                       |
| no 152         | 1965-1967                            | Lieutenant-colonel Driant                                                           |
| no 151         | 1964-1966                            | Corse et Provence                                                                   |
| no 150         | 1963-1965                            | Cinquantenaire du Serment de 1914                                                   |
| no 149         | 1962-1964                            | Centenaire de Camerone                                                              |
| no 148         | 1961-1963                            | Bir Hakeim                                                                          |
| no 147         | 1960-1962                            | Vercors                                                                             |
| no 146         | 1959-1961                            | Lieutenant-colonel Jeanpierre                                                       |
| no 145         | 1958-1960                            | Maréchal Bugeaud                                                                    |
| no 144         | 1957-1959                            | Terre d'Afrique                                                                     |
| no 143         | 1956-1958                            | Général Laperrine                                                                   |
| no 142         | 1955-1957                            | Franchet d'Espèrey                                                                  |
| no 141         | 1954-1956                            | Lieutenant-colonel Amilakvari                                                       |
| no 140         | 1953-1955                            | Ceux de Diên Biên Phu                                                               |
| no 139         | 1952-1954                            | Union française                                                                     |
| no 138         | 1951-1953                            | Maréchal de Lattre                                                                  |
| no 137         | 1950-1952                            | Extrême-Orient                                                                      |
| no 136         | 1949-1951                            | Garigliano                                                                          |
| no 135         | 1948-1950                            | Général Frère                                                                       |
| no 134         | 1947-1949                            | Rhin et Danube                                                                      |
| no 133         | 1946-1948                            | Général Leclerc                                                                     |
| no 132         | 1945-1947                            | Nouveau Bahut Promotion « Indochine »                                               |
| no 131         | 1944                                 | Rome et Strasbourg                                                                  |
| no 130         | 1943                                 | Veille au Drapeau                                                                   |
| no 129         | juin 1944                            | 18 juin                                                                             |
| no 129         | déce 1943                            | Corse et Savoie                                                                     |
| no 129         | juin 1943                            | Fezzan-Tunisie                                                                      |
| no 129         | déce 1942                            | Bir Hakeim                                                                          |
| no 129         | juin 1942                            | Libération                                                                          |
| no 129         | 1942                                 | Croix de Provence                                                                   |
| no 128         | 1941-1942                            | Charles de Foucauld                                                                 |
| no 127         | 1940-1942                            | Maréchal Pétain                                                                     |
| no 126         | 1939-1940                            | Amitié Franco-Britannique                                                           |
| no 125         | 1938-1939                            | de la Plus Grande France                                                            |
| no 124         | 1937-1939                            | Marne et Verdun (dernière promotion à faire toute sa scolarité à Saint-Cyr-l'École) |
| no 123         | 1936-1938                            | du Soldat inconnu                                                                   |
| no 122         | 1935-1937                            | du Maréchal Lyautey                                                                 |
| no 121         | 1934-1936                            | du Roi Alexandre 1er                                                                |
| no 120         | 1933-1935                            | du Roi Albert 1er                                                                   |
| no 119         | 1932-1934                            | de Bournazel                                                                        |
| no 118         | 1931-1933                            | du Tafilalet                                                                        |
| no 117         | 1930-1932                            | Joffre                                                                              |
| no 116         | 1929-1931                            | Mangin                                                                              |
| no 115         | 1928-1930                            | du Maréchal Foch                                                                    |
| no 114         | 1927-1929                            | du Maréchal Gallieni                                                                |
| no 113         | 1926-1928                            | du Sous-Lieutenant Pol Lapeyre                                                      |
| no 112         | 1925-1927                            | du Maroc et Syrie                                                                   |
| no 111         | 1924-1926                            | du Rif                                                                              |
| no 110         | 1923-1925                            | du Chevalier Bayard                                                                 |
| no 109         | 1922-1924                            | de Metz et Strasbourg                                                               |
| no 108         | 1921-1923                            | du Souvenir                                                                         |
| no 107         | 1920-1922                            | de la Devise du Drapeau                                                             |
| no 106         | 1920-1921                            | de la Dernière de la Grande Guerre                                                  |
| no 105         | 1919-1921                            | de la Garde au Rhin,                                                                |
| no 104         | 1919-1920                            | des Croix de Guerre 1914-1918                                                       |
| no 103         | 1918-1920                            | de la Victoire                                                                      |
| no 102         | 1917-1918                            | La Fayette                                                                          |
| no 101         | 1917-1918                            | de Sainte Odile                                                                     |
| no 100         | 1916-1917                            | des Drapeaux et de l'Amitié Américaine                                              |
| no 99          | 1914                                 | de la Grande Revanche                                                               |
| no 98          | 1913-1914                            | de la Croix du Drapeau                                                              |
| no 97          | 1912-1914                            | de Montmirail                                                                       |
| no 96          | 1911-1914                            | des Marie-Louise                                                                    |
| no 95          | 1910-1913                            | de la Moskova                                                                       |
| no 94          | 1909-1912                            | de Fès                                                                              |
| no 93          | 1908-1911                            | de Mauritanie                                                                       |
| no 92          | 1907-1910                            | du Maroc                                                                            |
| no 91          | 1906-1909                            | du Centenaire                                                                       |
| no 90          | 1905-1907                            | la Dernière du Vieux Bahut                                                          |
| no 89          | 1904-1906                            | du Centenaire d'Austerlitz                                                          |
| no 88          | 1903-1905                            | de La Tour-d'Auvergne                                                               |
| no 87          | 1902-1904                            | du Sud-Oranais                                                                      |
| no 86          | 1901-1903                            | du centenaire de la Légion d'honneur                                                |
| no 85          | 1900-1902                            | du Tchad                                                                            |
| no 84          | 1899-1901                            | d'In Salah                                                                          |
| no 83          | 1898-1900                            | Marchand                                                                            |
| no 82          | 1897-1899                            | de Bourbaki                                                                         |
| no 81          | 1896-1898                            | la Première des Grandes Manœuvres                                                   |
| no 80          | 1895-1897                            | de Tananarive                                                                       |
| no 79          | 1894-1896                            | d'Alexandre III                                                                     |
| no 78          | 1893-1895                            | de Jeanne d'Arc                                                                     |
| no 77          | 1892-1894                            | du Siam                                                                             |
| no 76          | 1891-1893                            | du Soudan                                                                           |
| no 75          | 1890-1892                            | de Cronstadt                                                                        |
| no 74          | 1889-1891                            | du Dahomey                                                                          |
| no 73          | 1888-1890                            | du Grand Triomphe                                                                   |
| no 72          | 1887-1889                            | de Tombouctou                                                                       |
| no 71          | 1886-1888                            | de Châlons                                                                          |
| no 70          | 1885-1887                            | de l'Annam                                                                          |
| no 69          | 1884-1886                            | de Fou Tchéou                                                                       |
| no 68          | 1883-1885                            | de Madagascar                                                                       |
| no 67          | 1882-1884                            | des Pavillons noirs                                                                 |
| no 66          | 1881-1883                            | d'Égypte                                                                            |
| no 65          | 1880-1882                            | des Kroumirs                                                                        |
| no 64          | 1879-1881                            | des Drapeaux                                                                        |
| no 63          | 1878-1880                            | des Zoulous                                                                         |
| no 62          | 1877-1879                            | de Novi Bazar                                                                       |
| no 61          | 1876-1878                            | de Plewna                                                                           |
| no 60          | 1875-1877                            | Dernière de Wagram                                                                  |
| no 59          | 1874-1876                            | la Grande Promotion                                                                 |
| no 58          | 1873-1875                            | de l'Archiduc Albert                                                                |
| no 57          | 1872-1874                            | du Shah                                                                             |
| no 56          | 1872-1873                            | d'Alsace-Lorraine                                                                   |
| no 55          | 1870-1872                            | de la Revanche                                                                      |
| no 54          | 1869-1871                            | du 14 août 1870 (d'abord nommée Promotion du Rhin, le nom est changé après guerre)  |
| no 53          | 1868-1870                            | de Suez                                                                             |
| no 52          | 1867-1869                            | de Mentana                                                                          |
| no 51          | 1866-1868                            | du Sultan                                                                           |
| no 50          | 1865-1867                            | de Vénétie                                                                          |
| no 49          | 1864-1866                            | d'Oajaca                                                                            |
| no 48          | 1863-1865                            | du Danemark                                                                         |
| no 47          | 1862-1864                            | de Puebla                                                                           |
| no 46          | 1861-1863                            | du Mexique                                                                          |
| no 45          | 1860-1862                            | du Céleste Empire                                                                   |
| no 44          | 1859-1861                            | de Nice et Savoie                                                                   |
| no 43          | 1858-1860                            | de Solférino                                                                        |
| no 42          | 1857-1859                            | de l'Indoustan                                                                      |
| no 41          | 1856-1858                            | de Djurdjura                                                                        |
| no 40          | 1857-1858                            | de Prince Impérial                                                                  |
| no 39          | 1855-1856                            | de Sébastopol                                                                       |
| no 38          | 1854-1856                            | de Crimée                                                                           |
| no 37          | 1853-1855                            | de Turquie                                                                          |
| no 36          | 1852-1854                            | de l'Empire                                                                         |
| no 35          | 1851-1853                            | de l'Aigle                                                                          |
| no 34          | 1850-1852                            | de Kabylie                                                                          |
| no 33          | 1849-1851                            | de Zaatcha                                                                          |
| no 32          | 1848-1850                            | de Hongrie                                                                          |
| no 31          | 1847-1849                            | de la République                                                                    |
| no 30          | 1846-1848                            | d'Italie                                                                            |
| no 29          | 1845-1847                            | d'Ibrahim                                                                           |
| no 28          | 1844-1846                            | de Djemmah                                                                          |
| no 27          | 1843-1845                            | d'Isly                                                                              |
| no 26          | 1842-1844                            | du Tremblement                                                                      |
| no 25          | 1841-1843                            | d'Orient                                                                            |
| no 24          | 1841-1843                            | de la Nécessité                                                                     |
| no 23          | 1840-1842                            | des Cendres                                                                         |
| no 22          | 1839-1841                            | de Mazagran                                                                         |
| no 21          | 1838-1840                            | de l'An Quarante                                                                    |
| no 20          | 1837-1839                            | de Constantine                                                                      |
| no 19          | 1836-1838                            | de l'Obélisque                                                                      |
| no 18          | 1835-1837                            | de la Comète                                                                        |
| no 17          | 1834-1836                            | sans nom                                                                            |
| no 16          | 1833-1835                            | sans nom                                                                            |
| no 15          | 1832-1834                            | sans nom                                                                            |
| no 14          | 1831-1833                            | sans nom                                                                            |
| no 13          | 1830-1832                            | du Firmament                                                                        |
| no 12          | 1829-1831                            | sans nom                                                                            |
| no 11          | 1828-1830                            | sans nom                                                                            |
| no 10          | 1827-1829                            | sans nom                                                                            |
| no 9           | 1826-1828                            | sans nom                                                                            |
| no 8           | 1825-1827                            | sans nom                                                                            |
| no 7           | 1824-1826                            | sans nom                                                                            |
| no 6           | 1823-1825                            | sans nom                                                                            |
| no 5           | 1822-1824                            | sans nom                                                                            |
| no 4           | 1821-1823                            | sans nom                                                                            |
| no 3           | 1820-1822                            | sans nom                                                                            |
| no 2           | 1819-1821                            | sans nom                                                                            |
| no 1           | 1818-1820                            | sans nom                                                                            |